# Tellustemplet
Tellustemplet var en helgedom tillägnad gudinnan Tellus i närheten av Carinae i det antika Rom.
Templet grundades av konsuln Publius Sempronius Sophus år 268 f.Kr. Templet brann ned år 64 f.Kr., men återuppbyggdes av Quintus Tullius Cicero och fanns fortfarande kvar under 300-talet e.Kr. Templet torde ha stängts senast under förföljelserna mot hedningarna på 300-talet.